# Serie (stratigrafie)
Een serie is het chronostratigrafisch equivalent van een geochronologisch tijdvak (epoch). Verwarrend genoeg hebben de meeste series dezelfde naam als de corresponderende epochen. Als men het over het Saalien heeft kan men bijvoorbeeld zowel het epoch Saalien (een tijdvak) als de serie Saalien (de sedimenten die in dat tijdvak werden afgezet) bedoelen.
Een serie is een onderverdeling van een systeem en wordt zelf ingedeeld in etages.
In bepaalde gevallen is het noodzakelijk om tussen serie en systeem over aanvullende eenheden te beschikken. Deze eenheden worden dan respectievelijk super-serie en sub-systeem genoemd. Hetzelfde geldt voor serie en etage. Hier worden de eenheden aangeduid als sub-serie en super-etage. Sub- en super- eenheden zijn geen onderverdelingen van de aangeduide eenheid, zij worden als gelijkwaardig in de hiërarchie van chronostratigrafische eenheden ingepast.